# Maria Theresia von Bourbon-Sizilien

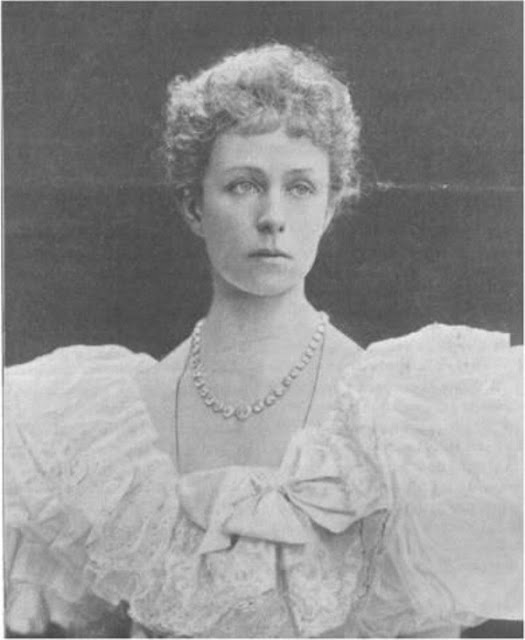
Maria Theresia

Maria Theresia Magdalena von Bourbon-Sizilien (* 15. Januar 1867 in Zürich; † 1. März 1909 in Cannes) war eine Prinzessin von Bourbon-Sizilien und durch Heirat Fürstin von Hohenzollern.

## Leben
Maria Theresia war das einzige Kind des 1886 verstorbenen Grafen Ludwig von Trani, Prinz von Bourbon-Sizilien, eines Bruders des 1894 gestorbenen Königs beider Sizilien, Franz II. Ihre Mutter Mathilde, Herzogin in Bayern und Gräfin von Trani, war eine Schwester der Kaiserin Elisabeth von Österreich, des Herzogs Karl Theodor und der beim Brand des Bazars in Paris ums Leben gekommenen Herzogin Sophie von Alençon.
Maria Theresia wurde am 15. Januar 1867 im Schweizer Exil, in das ihre Eltern von Neapel-Sizilien aus geflüchtet waren, zu Enge-Zürich im „Venediggut“ geboren. In der Familie wurde Maria Theresia „Mädi“ gerufen. Sie hatte bis an ihr Lebensende eine innige Freundschaft zu ihrer Cousine Erzherzogin Marie Valerie.
Am 27. Juni 1889 heiratete Maria Theresia auf Schloss Sigmaringen den Erbprinzen und späteren Fürsten Wilhelm von Hohenzollern und trug seit 1905 den Titel „Ihre Königliche Hoheit Frau Fürstin Maria Theresia von Hohenzollern“. Das fürstliche Haus Hohenzollern wurde also auch durch diese Ehe mit den Häusern Habsburg und Wittelsbach nahe verwandt. Aus dieser Ehe gingen drei Kinder hervor.
Viele Jahre krankte die Fürstin an einem Rückenmarkleiden, das die Ärzte nicht heilen konnten und dem Pflege und Rücksicht auf klimatische Einflüsse keine Linderung brachte. Den Sommer brachte die Kranke meist in Bad Tölz zu, während sie in den Wintermonaten Cannes aufsuchte. Das Klima in Sigmaringen bekam ihr nicht so gut; zudem war die hohe Lage des fürstlichen Residenzschlosses ungünstig für ihre Bewegung. Der Fürst besuchte häufig in Bad Tölz und in Cannes die kranke Gemahlin, wie auch ihre Kinder die Ferien stets benutzten, um an das Krankenlager der Mutter zu kommen.
Nach schwerer Krankheit, vermutlich Multipler Sklerose, starb sie am Vormittag des 1. März 1909 im Alter von 42 Jahren in Cannes.

## Nachkommen
- Auguste Viktoria Prinzessin von Hohenzollern (1890–1966) ⚭ Ex-König Emanuel II. von Portugal
- Friedrich Viktor Fürst von Hohenzollern (1891–1965)
- Franz Joseph von Hohenzollern-Emden (1891–1964)